# Petäisjärvi (sjö i Keuru, Mellersta Finland)
Petäisjärvi är en sjö i kommunen Keuru i landskapet Mellersta Finland i Finland. Sjön ligger 119,5 meter över havet. Arean är 72 hektar och strandlinjen är 9,1 kilometer lång. Sjön  ingår i Kumo älvs huvudavrinningsområde.   Den ligger omkring 67 kilometer väster om Jyväskylä och omkring 230 kilometer norr om Helsingfors. 